# Viktor Bopp
Viktor Bopp (31 oktober 1989) is een Duitse voormalig voetballer. Omdat hij geboren is in Kiev heeft hij ook de Oekraïense nationaliteit. Hij is de jongere broer van voetballer Eugen Bopp.
Bopp speelde bij de jeugd van de Duitse topclub FC Bayern München maar bereikte het eerste elftal niet. Daarna speelde hij twee jaar voor Hannover 96, ook daar speelde hij altijd voor het tweede team. Na enkele jaren bij  Sporting Charleroi speelde de middenvelder in 2014 nog een seizoen voor het Duitse Wacker Burghausen.

## Statistieken
| Seizoen | Club                 | Land      | Competitie         | Wedst | Goals |
| ------- | -------------------- | --------- | ------------------ | ----- | ----- |
| 2008/09 | FC Bayern München II | Duitsland | 3. Liga            | 9     | 3     |
| 2009/10 | Hannover 96 II       | Duitsland | 3. Liga            | 19    | 1     |
| 2010/11 | Hannover 96 II       | Duitsland | Regionalliga Nord  | 17    | 2     |
| 2011/12 | Sporting Charleroi   | België    | Tweede Klasse      | 6     | 0     |
| 2012/13 | Sporting Charleroi   | België    | Jupiler Pro League | 12    | 1     |
| 2013/14 | Wacker Burghausen    | Duitsland | ?                  | 10    | 1     |
|         |                      |           | Totaal             | 73    | 8     |